# هينينج مولر (منافس ألعاب قوى)
هينينج مولر (بالسويدية: Henning Möller)‏ هو منافس ألعاب قوى سويدي، ولد في 21 يونيو 1885، وتوفي في 7 فبراير 1968.

## وصلات خارجية
- هينينج مولر على موقع أوليمبيديا (الإنجليزية)
- هينينج مولر على موقع اللجنة الأولمبية السويدية (السويدية)